# セイコーファイブ

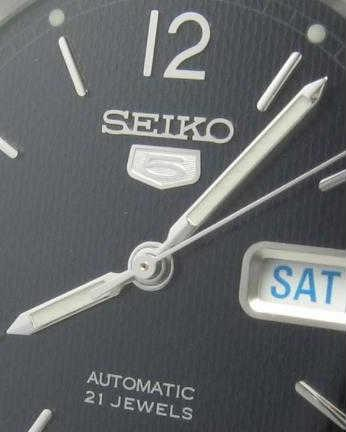
「5」の数字を象った盾型のエンブレム
盤面はSNK801のもの

セイコーファイブ（Seiko 5）は、日本の腕時計メーカーであるセイコーウオッチが製造・販売している腕時計のブランドのひとつ。1960年代以来長期にわたり生産が続いている。
文字盤の盤面に「5」と数字を入れた盾形のエンブレムが飾られているのが目印で、このマークの入ったセイコー製腕時計はほぼすべて「ファイブ」シリーズの何らかのバリエーションと見てよい。

## 歴史
元は「セイコーマチック」と呼ばれた自動巻きモデルのバリエーションで、1963年、自動巻き・3気圧防水・デイデイト機能を搭載したスポーツマチックファイブが発売された。このモデルが一世を風靡し、以後、スポーツマチックファイブデラックス、ファイブデラックスなどシリーズ展開され、1960年代から70年代にかけて好評を博した。
1969年のクォーツ時計の登場とその後の急速なコストダウンによるクォーツ時計普及によって、日本国内での正規販売は行われなくなったが、日本国外では販売が続けられており、日本国内にも逆輸入されている。日本国外向けとしては、電池供給等の面で制約の多い途上国市場で実用時計としての根強い需要があり、カレンダーの曜日表示は英語略語と、スペイン語（東南アジア、南米向け）、アラビア語（中東向け）等の組み合わせがみられる。仕向地の需要に合わせ、ケースや文字盤、ベルトとも極めて多彩なデザインが設定されているが、日常生活防水（3気圧防水）、自動巻き、デイ・デイト表示という基本は共通する。
1990年代以降のモデルは、自動巻き専用ムーブメント「7S26」を主にシンガポールまたは中国の工場にて生産、これを中国工場でケース組み込みする手法で供給されているが、一部の商品は日本製である。2000年代に入ってからは、それまでのステンレス裏蓋から、バックスケルトン仕様に変更されているが、途上国市場では低価格帯であってもセイコー製品を装った偽物が市場に出回るため、その識別対策の目的があるとされる。
2019年には「セイコーファイブスポーツ」としてブランドを刷新し、日本国内および海外の市場で展開している。

## 特徴

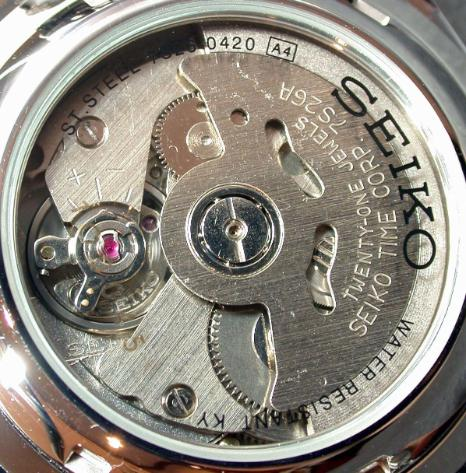
「5」のバックスケルトン部分から見た7S26ムーブメント。実用に耐える加工精度を確保したうえで低コスト量産化を図っており、部品の表面仕上げは粗い。
左の天芯部分で人造ルビーを押さえている小さな部品が、耐震装置の「ダイアショック」。

“セイコーファイブ(5)”の名称は、以下の5つの特徴から命名された。
1. 切れないゼンマイ（ダイアフレックス）
2. 耐震装置（ダイアショック）
3. 自動巻き
4. 防水機能
5. デイ・デイト表示

ゼンマイの品質向上や、耐震装置（落下による衝撃減衰機能）の組み込み、自動巻き機構搭載は、1950年代後期から60年代初期にかけてセイコーの中・高級腕時計で推進されてきた改良で、更に1960年代前期には腕時計への防水機能の組み込み、カレンダー機能の搭載も始まっていた。高度成長期における市場の拡大を背景とした、大衆向けモデルの機能充実取り組みの産物と言える。1967年以降の「セイコーファイブ」は、中級機の「セイコーマチック」よりもより若年層向けの廉価モデルへとシフトしていった。

## シリーズ
スポーツマチックファイブ（Sportsmatic 5）
1963年に発売された初のファイブ。
スポーツマチックファイブデラックス（Sportsmatic 5 Deluxe）
1964年発売。スポーツマチックファイブの上位機。
ファイブ（5）
1967年発売。
ファイブデラックス（5 DX）
1967年発売。上記のファイブに秒針停止機能を搭載した上位機。
ファイブオートマチック（5 AUTOMATIC）
ファイブスポーツ（5 SPORTS）
ファイブスポーツスピードタイマー（5 SPORTS Speed Timer）
1969年に発売された国産初の自動巻きクロノグラフ。
ファイブアクタス（5 ACTUS）
1969年発売。
ファイブスーペリア（5 Superior）
クオーツファイブ（quartz 5）

## 脚註
1. ↑  セイコーは1956年に最初の17石自動巻き腕時計を発売したが生産が軌道に乗らず、量産レベルとなったのは独自の「マジックレバー式」と称する両回転ローター自動巻き機構を諏訪精工舎（現・セイコーエプソン）で開発、高級腕時計「ジャイロマーベル」に搭載して発売した1959年以降である。1960年からはマジックレバー自動巻きを中級機「セイコーマチック」に搭載して発売、普及を拡大した。
2. ↑  http://www.seiko-watch.co.jp/corporate/history/history1960.php
3. ↑  原型は、東京都下・亀戸に所在した第二精工舎（現・セイコーインスツル）が1968年以降市販化した自動巻きムーブメント「70系」。以来基本構造を踏襲するものの、その後の改良や合理化に伴い、生産工程は大幅に自動化されており、カレンダー回りのパーツにはプラスチック部品も使われている。石数はこのクラスのムーブとしては平均的な21石で、耐久性で優位となるロービートの毎秒6振動仕様。構造をシンプルにするため、リュウズによるゼンマイの手巻き機能や、秒針規制機能（ハック機能）は省かれている。